# Johanna Kaiser (Malerin)
Johanna Kaiser (* 15. Juni 1912 in Pulsnitz; † 9. Februar 1991 ebenda) war eine deutsche Malerin mit einer besonderen inneren Kraft.

## Leben
Nach dem Abschluss der Volksschule in Pulsnitz besuchte Johanna Kaiser ab 1927 die Tanzschule von Mary Wigman in Hellerau und von 1928 bis 1929 eine Haushaltsschule. Danach arbeitete sie bis 1937 in einer Weberei. In Pulsnitz hatte sie den Pfefferküchler Friedrich Kaiser kennengelernt, den sie 1937 heiratete. Sie lebten in Dresden und zogen 1956 nach Pirna um.
Erst ungewöhnlich spät begann Johanna Kaiser im DDR-Rentenalter von 61 Jahren autodidaktisch mit dem Malen und intensivierte nach dem Tod ihres Mannes 1975 ihr künstlerisches Schaffen. Sie bevorzugte bei der Malerei Landschaften und Stillleben mit Blumen, wobei sie sich auf das Wesentliche konzentrierte und in vielen ihrer Bilder ihre Sehnsucht nach der Ferne erkennbar war. Sie galt in der Künstlerszene der DDR als eine Außenseiterin und wurde einerseits den naiven Künstlern zugeordnet, andererseits gehen einige ihrer Bilder auch über die Naive Kunst hinaus.
Im Winter 1991 starb sie im Krankenhaus in Pulsnitz.
Sie hatte zwei Söhne, von denen Peter Kaiser (* 1939 in Dresden) als Maler und Zeichner tätig wurde. Er ist mit der Künstlerin Cornelia Schuster-Kaiser verheiratet.
2011 drehte der niederländische Regisseur Peter Delpeut über das Künstlerleben von Johanna Kaiser den Film Immer Fernweh.

## Ausstellungen (Auswahl)
- 1980/1981: Dresden, Galerie Mitte

- 1991: Dresden, Galerie Hieronymus (Gedächtnisausstellung)
- 1996: Rotterdam, Chabot Museum, und Gent, Museum van Hedendaagse Kunst ("Und ich sehe nichts, nichts als die Malerei")